# Turbinicarpus subterraneus
Espèce
Synonymes
- Echinocactus subterraneus Backeb.[2] [3]
- Gymnocactus subterraneus (Backeb.) Backeb.[3]
- Neolloydia subterranea (Backeb.) H. E. Moore[3]
- Rapicactus subterraneus (Backeb.) Buxb. & Oehme[3]
- Thelocactus subterraneus Backeb.[1]

Statut de conservation UICN

 EN B1ab(v) : En danger
Turbinicarpus subterraneus est une espèce de plantes à fleurs de la famille des Cactaceae. C'est un cactus endémique des déserts chauds du Mexique. 

## Liste des sous-espèces
Selon Catalogue of Life (10 juin 2017) :
- sous-espèce Turbinicarpus subterraneus subsp. booleanus
- sous-espèce Turbinicarpus subterraneus subsp. subterraneus